# جشنواره فیلم سالرنو
جشنواره فیلم سالرنو (به زبان ایتالیایی، Festival del cinema di Salerno) یک فستیوال بین‌المللی است که از سال ۱۹۴۶ هر سال در شهر ایتالیایی سالرنو برگزار می‌شود. اين رويداد كه تنها سيزده سال پس از جشنواره فيلم ونيز آغاز شد، همواره به عنوان يك رويداد پيشرو هنري در صنعت فيلم ايفاي نقش نموده است. عرضه و معرفي بسياري از پيشرفت هاي سينمايي در زمينه تصوير و تكنولوژي از طريق اين جشنواره انجام پديرفت.
در طول ساليان گذشته اين رويداد فرهنگي و هنري همواره پايه و اساس برگزاري خود را بر اهميت دادن بر مسائل اجتماعي روز دنيا بنا نهاده است.

## تاریخچه
جشنواره فیلم سالرنو اولین دوره خود را در سال ۱۹۴۶ برگزار کرد، زمانی که اتفاقاً اولین جنبش به اصطلاح "گام کاهش " آغاز شده بود که برای پخش راحت تر، همه فیلم‌های ۳۵ میلی‌متری را به ۱۶ میلی‌متر کاهش می‌داد.
از جمله حاضرین این دوره می‌توان به ویتوریو دسیکا، روسانو برازی، آدریانا بنتی، ماریا مرکادر و ماریلا لوتی اشاره کرد. به همین مناسبت، این رویداد نه تنها در سالرنو، بلکه در کاوا دی تیرنی، پوزیتانو و آمالفی نیز برگزار شد.
این جشنواره از اولین دوره خود به صورت سالانه (به استثنای دوره‌های ۱۹۵۳، ۱۹۵۷، ۱۹۵۹ و ۱۹۶۰) درمحل تئاتر آگوستئو در طبقه همکف کاخ شمالی کاخ دی سیتا (تالار شهر سالرنو) برگزار شده‌است.